# Marcel Javaux
Pour les articles homonymes, voir Javaux.
Marcel Javaux, né le 19 février 1956 à Villance (province de Luxembourg), est un ancien arbitre belge de football. Il a dirigé plus de 150 rencontres en première division belge. Il n'a jamais eu le statut d'arbitre international mais a officié à plusieurs reprises comme quatrième officiel lors de rencontres de coupes d'Europe.

## Biographie
Marcel Javaux joue au football dans sa jeunesse dans un club local (le Wallonia Football club LIBIN) avant de se focaliser uniquement sur l'arbitrage. Il entre à la gendarmerie en mars 1974 et fait la grande majorité de sa carrière à Bruxelles travaille dans la gendarmerie nationale; tant à l'état-major général qu'à l'inspection générale des services de police. Il reviendra terminer sa carrière en tant qu'agent de proximité pendant cinq années à Paliseul. 
Devenu arbitre en février 1973, il monte en divisions nationales en 1980. Après quatre années en promotion, il est promu en division 3. Après trois saisons en D3, il est promu en D2. 
À l'âge de 34 ans, il dirige son premier match en Division 1 à GENK en septembre 1990. Il y restera jusqu'en 2001 et y prestera environ 150 rencontres officielles de championnat et coupe de Belgique. 
En 2001, à quelques mois de sa retraite en tant qu'arbitre, il interrompt un match de championnat entre Anderlecht et le Germinal Beerschot Anvers, excédé par les chants des supporters anversois qui l'insultaient. 
Il est le premier arbitre en Europe à poser ce geste.
Après avoir dû stopper l'arbitrage ayant atteint l'âge limite de 45 ans, Marcel Javaux reste dans le monde du football et devient membre de la CCA (commission centrale des arbitres) et y prestera en tant que formateur de jeunes espoirs de notre arbitrage national. Il quittera la CCA en novembre 2007 à la suite de divergences de vue avec le Président de l'époque, Monsieur Robert Jeurissen.
En 2005 il devient président de l'Entente Sportive Villance, le club de son village natal qui évolue en deuxième puis troisième provinciale. En juin 2011, il est élu au Comité Provincial de la province de Luxembourg, l'organe chargé d'organiser le football à l'échelon provincial. Deux ans plus tard, il en devient le Président, ce qui le pousse à abandonner la présidence de l'ES Villance.
À partir de 2008, il devient consultant spécialisé dans l'arbitrage pour l'émission Studio 1 de la RTBF, où il analyse les phases litigieuses des matches s'étant déroulé le week-end précédent. Il rappelle régulièrement les lois du football et distille quelques bons mots qui ont appuyé sa popularité auprès du public.
En juin 2020, après avoir été durement touché par le COVID, il décide d'arrêter sa participation à La Tribune. Un an après sa retraite audiovisuelle, il crée son propre site Internet. Le 9 juin 2021, l'ancien arbitre et consultant sort ses mémoires dans un livre intitulé "Libre arbitre".